# SMS
 Ovo je glavno značenje pojma SMS. Za druga značenja pogledajte SMS (razdvojba).
SMS (engleski Short Message Service) usluga je slanja kratkih tekstualnih poruka unutar GSM standarda mobilne telefonije. SMS poruka koja se šalje i prima sastoji se od najviše 160 alfanumeričkih znakova. Netekstualni oblik SMS-a također je podržan, a služi za prijenos jednostavne grafike i melodija (u binarnom formatu).
SMS poruka na putu od pošiljatelja do primatelja prolazi kroz SMS centar. Zbog takvog načina prijenosa poslana poruka na privremeno nedostupan ili isključen mobilni telefon pohranjuje se u SMS centru i prosljeđuje dalje kada mobilni telefon postane dostupan ili se uključi (prosjek čuvanja SMS-a je 7 dana). SMS centar također osigurava potvrdu o dostavi poruke pošiljatelju. SMS poruka može biti primljena (i poslana) i u tijeku razgovora preko mobilnog telefona. To je moguće zato što SMS koristi signalizacijski kanal, dok se razgovor prenosi preko podatkovnog kanala (GSM standard).

## Povijest SMS-a
Prve ideje o razmjeni poruke između GSM uređaja datiraju iz 80-tih godina prošlog stoljeća. Međutim, one nisu bile masovno korištene sve do 90-tih godina. Prva tehnička implementacija je nastala 1983. godine. Osnovni tehnički problem je bio u tome što je GSM standard prvotno bio predviđen za telefoniju, a poruke su binarni podaci. GSM predviđa dvije vrste komunikacijskih kanala; jedan je signalni, a drugi podatkovni. Signalni kanal se koristio za komunikaciju između uređaja i mobilnog operatera, za razliku od podatkovnog koji je bio predviđen za razgovore. 
Ideja je bila iskoristiti signalni kanal za vrijeme dok mobitel nema potrebu za njime. Zbog prirode tog protokola, poruke su morale biti ograničene na 128 bajtova. Zbog toga su poruke trebale su biti vrlo kratke. Taj novi komunikacijski kanal nije odmah zaživio među korisnicima jer tadašnji GSM uređaji nisu bili predviđeni za pisanje i čitanje poruka. 
1990. u nekim GSM mrežama prvi put se pojavila usluga SMS-a namijenjena vrlo uskim potrebama mrežne signalizacije i kontrole, te u nekim strogo poslovnim domenama. Kada se pojavila nova usluga, nije se smatralo da će se početi masovnije upotrebljavati, najviše zbog kompliciranog načina upotrebe i nepripremljenosti većine uređaja za tu uslugu. Na početku je SMS bio besplatan.
SMS je u svojim počecima bio baziran na 7-bitnom protokolu, koji je mogao slati samo tekstualne poruke. 2000. godine Nokia je standardizirala 8-bitni protokol, koji je trebao koristiti za informacijske servise, no taj protokol se danas najviše koristi, uz standardne poruke, za slanje i razmjenu pozivnih tonova i jednostavnih grafika.